# Albi di Dragonero
Elenco degli albi a fumetti della serie Dragonero e delle relative serie spin-off pubblicate in Italia dalla Sergio Bonelli Editore.
| Indice 2013 · 2014 · 2015 · 2016 · 2017 · 2018 · 2019 2020 · 2021 · 2022 · 2023 · 2024 · 2025 |

## Dragonero
La serie regolare è stata preceduta da un omonimo romanzo grafico, Dragonero, pubblicato nel 2007 come primo numero della collana Romanzi a fumetti Bonelli. Nel 2013 è esordita la omonima serie regolare a fumetti; il volume è stato ristampato a colori nel novembre 2015 inaugurando una serie di ristampe in volumi cartonati a colori pubblicati annualmente contenente a volte anche storie inedite.
Tutte le copertine della serie regolare sono state realizzate da Giuseppe Matteoni.
Il 46° albo, Nel cuore dell'Impero, è il primo della serie a godere di una copertina variant in occasione di Cartoomics 2017 ad opera di Giancarlo Olivares. Contiene un poster staccabile che riproduce la copertina. Nello stesso anno in occasione di Lucca Comics & Games 2017 anche il 54° albo, Uccisori di draghi, ha una copertina variant, realizzata da Marco Checchetto. In occasione di Cartoomics 2018 viene presentata una variant cover a sei ante per il 58° albo, L'ora più buia, ad opera di Gianluca Pagliarani.
In occasione della saga contro le Regine Nere, la grafica della copertina e della quarta di copertina viene modificata: negli albi 54° e 55° vengono mostrati i particolari spezzati e in frammenti, mentre dal numero 56° la grafica assume un aspetto nuovo per poi cambiare ancora a partire dall'albo 64°.

### 2013
| Nr. | Mese      | Titolo                      | Soggetto e sceneggiatura    | Disegni                          |
| --- | --------- | --------------------------- | --------------------------- | -------------------------------- |
| 1   | Giugno    | Il sangue del drago         | Luca Enoch - Stefano Vietti | Giuseppe Matteoni                |
| 2   | Luglio    | Il segreto degli alchimisti | Luca Enoch - Stefano Vietti | Giuseppe Matteoni                |
| 3   | Agosto    | Gli impuri                  | Luca Enoch - Stefano Vietti | Giuseppe Matteoni                |
| 4   | Settembre | La fortezza oscura          | Luca Enoch - Stefano Vietti | Giuseppe Matteoni - Luca Malisan |
| 5   | Ottobre   | Il raduno degli Scout       | Stefano Vietti              | Gianluca Pagliarani              |
| 6   | Novembre  | Zanne e acciaio             | Stefano Vietti              | Francesco Rizzato                |
| 7   | DIcembre  | Nel regno di Zehfir         | Stefano Vietti              | Francesco Rizzato                |

### 2014
| Nr. | Mese      | Titolo                    | Soggetto e sceneggiatura | Disegni                                  |
| --- | --------- | ------------------------- | ------------------------ | ---------------------------------------- |
| 8   | Gennaio   | Il fascino del male       | Stefano Vietti           | Antonella Platano                        |
| 9   | Febbraio  | Il tocco che uccide       | Luca Enoch               | Andrea Bormida - Giacomo Pueroni         |
| 10  | Marzo     | Le Fosse dei fargh        | Luca Enoch               | Gianluigi Gregorini                      |
| 11  | Aprile    | La regina degli Algenti   | Luca Enoch               | Gianluigi Gregorini - Luca Malisan       |
| 12  | Maggio    | Minaccia dal profondo     | Luca Enoch               | Cristiano Cucina                         |
| 13  | Giugno    | Nato dalle fiamme         | Luca Enoch               | Alfio Buscaglia                          |
| 14  | Luglio    | Lo sguardo della Bestia   | Luca Enoch               | Alfio Buscaglia - Walter Trono           |
| 15  | Agosto    | Intrighi a corte          | Luca Enoch               | Giancarlo Olivares                       |
| 16  | Settembre | Discesa nell'Inframondo   | Luca Enoch               | Giancarlo Olivares - Gianluigi Gregorini |
| 17  | Ottobre   | Il trafficante di schiave | Stefano Vietti           | Francesco Rizzato                        |
| 18  | Novembre  | Nelle terre dei Ghoul     | Stefano Vietti           | Gianluca Pagliarani                      |
| 19  | Dicembre  | Nessuna pietà umana       | Stefano Vietti           | Gianluca Pagliarani - Manolo Morrone     |

### 2015
| Nr. | Data      | Titolo                | Soggetto e sceneggiatura    | Disegni                                                      |
| --- | --------- | --------------------- | --------------------------- | ------------------------------------------------------------ |
| 20  | Gennaio   | Faccia d'osso         | Luca Enoch                  | Giuseppe De Luca                                             |
| 21  | Febbraio  | Gli spettri del lago  | Stefano Vietti              | Antonella Platano                                            |
| 22  | Marzo     | L'uomo delle foreste  | Luca Enoch                  | Walter Trono                                                 |
| 23  | Aprile    | Sangue chiama sangue  | Luca Enoch                  | Walter Trono - Salvatore Porcaro                             |
| 24  | Maggio    | Attraverso l'Erondàr  | Stefano Vietti              | Giuseppe De Luca - Marcello Mangiantini - Gianluca Gugliotta |
| 25  | Giugno    | La porta sul buio     | Stefano Vietti              | Manolo Morrone - Gianluca Pagliarani                         |
| 26  | Luglio    | L'orda dei non morti  | Stefano Vietti              | Alfio Buscaglia                                              |
| 27  | Agosto    | Gli artigli del cervo | Luca Enoch                  | Luca Malisan                                                 |
| 28  | Settembre | Cacciatori di Kraken  | Stefano Vietti              | Francesco Rizzato                                            |
| 29  | Ottobre   | Il nido del Draughen  | Stefano Vietti              | Francesco Rizzato - Antonella Platano                        |
| 30  | Novembre  | Il contagio           | Luca Enoch                  | Gianluigi Gregorini                                          |
| 31  | Dicembre  | L'agonia di Yastrad   | Luca Enoch - Stefano Vietti | Gianluigi Gregorini - Giancarlo Olivares                     |

### 2016
| Nr. | Data      | Titolo                   | Soggetto                         | Sceneggiatura   | Disegni                                                                |
| --- | --------- | ------------------------ | -------------------------------- | --------------- | ---------------------------------------------------------------------- |
| 32  | Gennaio   | La tratta delle schiave  | Luca Enoch                       | Luca Enoch      | Antonio Sarchione                                                      |
| 33  | Febbraio  | L'ultima difesa          | Stefano Vietti                   | Stefano Vietti  | Giancarlo Olivares                                                     |
| 34  | Marzo     | Il ritorno di Zehfir     | Luca Enoch                       | Luca Enoch      | Cristiano Cucina                                                       |
| 35  | Aprile    | I guardiani di Malagart  | Gabriele Panini - Stefano Vietti | Gabriele Panini | Giuseppe De Luca                                                       |
| 36  | Maggio    | Le lame nere             | Luca Enoch                       | Mirko Perniola  | Salvatore Porcaro                                                      |
| 37  | Giugno    | La reliquia perduta      | Stefano Vietti                   | Stefano Vietti  | Francesco Rizzato                                                      |
| 38  | Luglio    | Il castello della follia | Stefano Vietti                   | Stefano Vietti  | Giuseppe Matteoni                                                      |
| 39  | Agosto    | Tagliatrice Crudele      | Luca Enoch                       | Luca Enoch      | Gianluca Gugliotta - Emanuele Gizzi                                    |
| 40  | Settembre | Racconti di viaggio      | Stefano Vietti                   | Stefano Vietti  | Manolo Morrone - Salvatore Porcaro - Fabrizio Galliccia - Fabio Babich |
| 41  | Ottobre   | Sentieri smarriti        | Stefano Vietti                   | Stefano Vietti  | Walter Trono - Salvatore Porcaro - Fabio Babich                        |
| 42  | Novembre  | Il patto della strega    | Luca Enoch                       | Giovanni Eccher | Antonella Platano                                                      |
| 43  | Dicembre  | L'orrore di Teoan        | Stefano Vietti                   | Stefano Vietti  | Alfio Buscaglia                                                        |

### 2017
| Nr. | Data      | Titolo                      | Soggetto e sceneggiatura | Disegni                                       |
| --- | --------- | --------------------------- | ------------------------ | --------------------------------------------- |
| 44  | Gennaio   | Il dio cannibale            | Luca Enoch               | Francesco Rizzato - Emanuele Gizzi            |
| 45  | Febbraio  | Il signore degli Impuri     | Stefano Vietti           | Fabrizio Galliccia                            |
| 46  | Marzo     | Nel cuore dell'impero       | Stefano Vietti           | Giuseppe De Luca                              |
| 47  | Aprile    | Bambini perduti             | Stefano Vietti           | Ivan Calcaterra - Fabio Babich                |
| 48  | Maggio    | Le ali dell'Erondàr         | Luca Enoch               | Luca Malisan - Riccardo Crosa                 |
| 49  | Giugno    | I sotterranei di Roccabruna | Luca Enoch               | Luca Malisan - Manolo Morrone                 |
| 50  | Luglio    | La vendetta                 | Stefano Vietti           | Francesco Rizzato (colori di Giada Marchisio) |
| 51  | Agosto    | L'inferno senza luce        | Luca Enoch               | Salvatore Porcaro                             |
| 52  | Settembre | Silenzio bianco             | Luca Enoch               | Gianluigi Gregorini                           |
| 53  | Ottobre   | La furia degli Algenti      | Luca Enoch               | Gianluigi Gregorini - Walter Trono            |
| 54  | Novembre  | Uccisore di Draghi          | Stefano Vietti           | Riccardo Crosa                                |
| 55  | Dicembre  | Il risveglio del rinnegato  | Stefano Vietti           | Riccardo Crosa - Alessandro Bignamini         |

### 2018
| Nr. | Data      | Titolo                   | Soggetto e sceneggiatura | Disegni                                    |
| --- | --------- | ------------------------ | ------------------------ | ------------------------------------------ |
| 56  | Gennaio   | Le regine nere           | Stefano Vietti           | Giancarlo Olivares                         |
| 57  | Febbraio  | Prigioniero!             | Luca Enoch               | Giuseppe De Luca                           |
| 58  | Marzo     | L'ora più buia           | Stefano Vietti           | Francesco Rizzato                          |
| 59  | Aprile    | Il paese del non ritorno | Luca Enoch               | Antonella Platano                          |
| 60  | Maggio    | L'arte della guerra      | Stefano Vietti           | Fabio Babich                               |
| 61  | Giugno    | Oltre le tempeste        | Luca Enoch               | Luca Enoch                                 |
| 62  | Luglio    | Il giorno degli eroi     | Stefano Vietti           | Gianluca Pagliarani - Francesco Rizzato    |
| 63  | Agosto    | Ceneri di un impero      | Luca Enoch               | Giancarlo Olivares                         |
| 64  | Settembre | Una nuova alba           | Stefano Vietti           | Alessandro Bignamini - Gianluca Pagliarani |
| 65  | Ottobre   | Il senza cuore           | Stefano Vietti           | Luca Malisan - Luca Bonessi - Fabio Babich |
| 66  | Novembre  | Rhooga l'implacabile     | Stefano Vietti           | Giuseppe De Luca - Emanuele Gizzi          |
| 67  | Dicembre  | Il demone sotto la pelle | Luca Enoch               | Walter Trono                               |

### 2019
| Nr. | Data      | Titolo                    | Soggetto e sceneggiatura | Disegni                                   |
| --- | --------- | ------------------------- | ------------------------ | ----------------------------------------- |
| 68  | Gennaio   | Il potere e la gloria     | Gabriella Contu          | Vincenzo Riccardi                         |
| 69  | Febbraio  | Il segno del Varliedarto  | Stefano Vietti           | Francesco Rizzato                         |
| 70  | Marzo     | La terra della notte      | Stefano Vietti           | Fabrizio Galliccia                        |
| 71  | Aprile    | I signori del sangue      | Stefano Vietti           | Fabrizio Galliccia - Alessandro Bignamini |
| 72  | Maggio    | Il pianto rosso           | Luca Enoch               | Salvatore Porcaro                         |
| 73  | Giugno    | L'invasione delle tenebre | Luca Enoch               | Gianluigi Gregorini                       |
| 74  | Luglio    | Prigioniero delle ombre   | Stefano Vietti           | Fabio Babich                              |
| 75  | Agosto    | Il tempio perduto         | Stefano Vietti           | Giuseppe De Luca                          |
| 76  | Settembre | La dama delle lacrime     | Luca Enoch               | Luca Malisan                              |
| 77  | Ottobre   | Morte di un eroe          | Luca Enoch               | Francesco Rizzato                         |

## Dragonero il ribelle
La serie dal numero 78, I ribelli dell'Erondàr, cambia intitolazione e la numerazione ricomincia dal numero 1, in seguito agli eventi accaduti nella storia principale. Il copertinista ufficiale di questo nuovo corso è Gianluca Pagliarani.

### 2019
| Nr. | Data     | Titolo                 | Soggetto e sceneggiatura | Disegni                                                 |
| --- | -------- | ---------------------- | ------------------------ | ------------------------------------------------------- |
| 1   | Novembre | I ribelli dell'Erondàr | Stefano Vietti           | Gianluca Pagliarani - Fabio Babich - Giancarlo Olivares |
| 2   | Dicembre | Ritorno a Solian       | Luca Enoch               | Salvatore Porcaro                                       |

### 2020
| Nr. | Data      | Titolo                         | Soggetto                                    | Sceneggiatura                  | Disegni                                                                      |
| --- | --------- | ------------------------------ | ------------------------------------------- | ------------------------------ | ---------------------------------------------------------------------------- |
| 3   | Gennaio   | I guardiani di pietra          | Luca Enoch                                  | Luca Enoch                     | Vincenzo Riccardi - Francesco Rizzato                                        |
| 4   | Febbraio  | L'urlo della carne             | Luca Barbieri                               | Luca Barbieri                  | Alessandro Bignamini - Luca Bonessi                                          |
| 5   | Marzo     | Gli dei dell’arena             | Luca Enoch                                  | Luca Enoch                     | Riccardo Latina                                                              |
| 6   | Aprile    | La voce della foresta profonda | Luca Barbieri - Luca Enoch - Stefano Vietti | Luca Barbieri - Stefano Vietti | Gianluca Pagliarani - Giuseppe De Luca - Giuseppe Matteoni                   |
| 7   | Maggio    | Il destino di Keyra            | Stefano Vietti                              | Stefano Vietti                 | Fabrizio Galliccia - Alex Massacci - Vincenzo Riccardi                       |
| 8   | Giugno    | Il segreto degli Ubiqui        | Luca Enoch                                  | Luca Enoch                     | Alessandro Bignamini - Luca Bonessi - Alex Massacci                          |
| 9   | Luglio    | Scacco alla torre              | Luca Enoch                                  | Luca Enoch                     | Alex Massacci - Gianluca Gugliotta                                           |
| 10  | Agosto    | Il dormiente                   | Luca Enoch                                  | Luca Enoch                     | Antonella Platano                                                            |
| 11  | Settembre | La spada verso il cielo        | Stefano Vietti                              | Stefano Vietti                 | Cristiano Cucina - Giuseppe De Luca - Vincenzo Riccardi - Fabrizio Galliccia |
| 12  | Ottobre   | Dove Muore la luce             | Stefano Vietti                              | Stefano Vietti                 | Fabio Babich - Fabrizio Galliccia                                            |
| 13  | Novembre  | Le Figlie di Karnon            | Luca Enoch                                  | Luca Enoch                     | Lorenzo Nuti                                                                 |
| 14  | Dicembre  | Ricercati!                     | Stefano Vietti                              | Stefano Vietti                 | Cristiano Cucina - Antonella Platano - Vincenzo Riccardi - Ludovica          |

### 2021
| Nr.    | Data      | Titolo                    | Soggetto                                    | Sceneggiatura                               | Disegni                                                                  |
| ------ | --------- | ------------------------- | ------------------------------------------- | ------------------------------------------- | ------------------------------------------------------------------------ |
| 15     | Gennaio   | L'inaccessibile fortezza  | Stefano Vietti                              | Stefano Vietti                              | Fabio Babich - Fabrizio Galliccia - Emanuele Gizzi                       |
| 16     | Febbraio  | Il volo delle viverne     | Luca Enoch                                  | Luca Enoch                                  | Salvatore Porcaro                                                        |
| 17     | Marzo     | Il sacrificio di Yannah   | Stefano Vietti                              | Stefano Vietti                              | Alex Massacci - Luca Malisan                                             |
| 18     | Aprile    | Attacco a Vàhlendàrt      | Stefano Vietti                              | Stefano Vietti                              | Cristiano Cucina - Vincenzo Riccardi - Fabio Babich - Ludovica Ceregatti |
| 19     | Maggio    | Il demone fuggiasco       | Stefano Vietti                              | Stefano Vietti                              | Giuseppe Matteoni                                                        |
| 20     | Giugno    | Quando cantano le onde    | Luca Barbieri                               | Luca Barbieri                               | Alessandro Bignamini - Fabrizio Galliccia                                |
| 21     | Luglio    | Le Gazze Ladre            | Luca Enoch                                  | Luca Enoch                                  | Luca Bonessi - Vincenzo Riccardi                                         |
| 21 Bis | Luglio    | Sulla pista dei ricordi   | Luca Barbieri - Luca Enoch - Stefano Vietti | Luca Barbieri - Luca Enoch - Stefano Vietti | Ludovica Ceregatti - Diego Bonesso - Vincenzo Riccardi - Emanuele Gizzi  |
| 22     | Agosto    | La ritornante             | Luca Enoch                                  | Luca Enoch                                  | Gianluca Pagliarani - Manolo Morrone                                     |
| 23     | Settembre | L'assalto degli sparvieri | Luca Enoch                                  | Luca Enoch                                  | Antonella Platano                                                        |
| 24     | Ottobre   | Una ferita nella terra    | Luca Enoch                                  | Luca Enoch                                  | Lorenzo Nuti                                                             |
| 25     | Novembre  | In cammino verso il nulla | Luca Barbieri                               | Luca Barbieri                               | Salvatore Porcaro - Alex Massacci                                        |
| 26     | Dicembre  | Le fiamme della rivolta   | Luca Barbieri - Luca Enoch - Stefano Vietti | Luca Barbieri - Luca Enoch - Stefano Vietti | Ludovica Ceregatti - Diego Bonesso - Francesco Rizzato - Marco Itri      |

### 2022
| Nr.    | Data      | Titolo                        | Soggetto                                    | Sceneggiatura                               | Disegni                                                                                 |
| ------ | --------- | ----------------------------- | ------------------------------------------- | ------------------------------------------- | --------------------------------------------------------------------------------------- |
| 27     | Gennaio   | Raccontato alla notte         | Luca Barbieri                               | Luca Barbieri                               | Galliccia Fabrizio - Massacci Alex - Riccardi Vincenzo - Bonessi Luca - Bianchi Tommaso |
| 28     | Febbraio  | Il passato di Alben           | Stefano Vietti                              | Stefano Vietti                              | Galliccia Fabrizio - Babich Fabio                                                       |
| 29     | Marzo     | Il Luresindo                  | Stefano Vietti                              | Stefano Vietti                              | Galliccia Fabrizio - Babich Fabio                                                       |
| 30     | Aprile    | L'esercito del male           | Stefano Vietti                              | Stefano Vietti                              | Babich Fabio - Nuti Lorenzo                                                             |
| 31     | Maggio    | La morsa del buio             | Luca Enoch                                  | Luca Enoch                                  | Antonella Platano                                                                       |
| 32     | Giugno    | Le rosse strade di Vàhlendàrt | Stefano Vietti                              | Stefano Vietti                              | Alex Massacci - Luca Bonessi - Lorenzo Nuti                                             |
| 33     | Luglio    | I giorni dell'odio            | Luca Enoch                                  | Luca Enoch                                  | Alessandro Bignamini - Giancarlo Olivares                                               |
| 33 Bis | Luglio    | I dimenticati                 | Luca Barbieri - Luca Enoch - Stefano Vietti | Luca Barbieri - Luca Enoch - Stefano Vietti | Vincenzo Riccardi - Tommaso Bianchi - Luca Bulgheroni                                   |
| 34     | Agosto    | Nata in battaglia             | Stefano Vietti                              | Stefano Vietti                              | Gianluigi Gregorini                                                                     |
| 35     | Settembre | Alla conquista di un impero   | Luca Enoch                                  | Luca Enoch                                  | Fabiano Ambu                                                                            |
| 36     | Ottobre   | Morte di un tiranno           | Luca Enoch                                  | Luca Enoch                                  | Gianluca Pagliarani                                                                     |

## Dragonero Mondo Oscuro
La serie dall'albo 114, A guardia della notte, cambia intitolazione e la numerazione ricomincia dal numero 1, in seguito agli eventi accaduti nella storia principale. Il copertinista ufficiale di questo nuovo corso è Gianluca Pagliarani.

### 2022
| Nr | Data     | Titolo                | Soggetto                    | Sceneggiatura               | Disegni                                 |
| -- | -------- | --------------------- | --------------------------- | --------------------------- | --------------------------------------- |
| 1  | Novembre | A guardia della notte | Luca Enoch e Stefano Vietti | Luca Enoch e Stefano Vietti | Salvatore Porcaro e Gianluca Pagliarani |
| 2  | Dicembre | Un grido dal profondo | Luca Enoch                  | Luca Enoch                  | Fabio Babich                            |

### 2023
| Nr    | Data      | Titolo                       | Soggetto                                   | Sceneggiatura                              | Disegni                                                   |
| ----- | --------- | ---------------------------- | ------------------------------------------ | ------------------------------------------ | --------------------------------------------------------- |
| 3     | Gennaio   | Gli Algenti demoni           | Luca Barbieri, Luca Enoch e Stefano Vietti | Luca Barbieri, Luca Enoch e Stefano Vietti | Fabiano Ambu, Giuseppe Candita e Francesco Gaston         |
| 4     | Febbraio  | Il re degli incanti          | Stefano Vietti                             | Stefano Vietti                             | Fabrizio Galliccia e Gianluca Pagliarani                  |
| 5     | Marzo     | La foresta d'argento         | Luca Enoch                                 | Luca Enoch                                 | Antonella Platano                                         |
| 6     | Aprile    | L'isola degli Orchi          | Stefano Vietti                             | Stefano Vietti                             | Luca Bulgheroni                                           |
| 7     | Maggio    | Sfida nella città perduta    | Luca Enoch                                 | Luca Enoch                                 | Fabrizio de Fabritiis                                     |
| 8     | Giugno    | Colui che dorme negli abissi | Stefano Vietti e Luca Mazzocco             | Stefano Vietti e Luca Mazzocco             | Cristiano Cucina e Luca Bulgheroni                        |
| 9     | Luglio    | Sera di Vetwasilvhe          | Stefano Vietti                             | Stefano Vietti                             | Alex Massacci e Gianluca Pagliarani                       |
| 9 Bis | Luglio    | La rotta invisibile          | Luca Enoch                                 | Luca Enoch                                 | Alessio Cammardella, Ludovica Ceregatti e Tommaso Bianchi |
| 10    | Agosto    | I Simulacri                  | Luca Enoch                                 | Luca Enoch                                 | Alessandro Bignamini                                      |
| 11    | Settembre | Lo Spirito Errante           | Luca Enoch                                 | Luca Enoch                                 | Gianluigi Gregorini                                       |
| 12    | Ottobre   | I due doni                   | Luca Enoch                                 | Luca Enoch                                 | Salvatore Porcaro                                         |
| 13    | Novembre  | I baluardi dell'Erondár      | Luca Barbieri, Luca Enoch e Stefano Vietti | Luca Barbieri, Luca Enoch e Stefano Vietti | Fabiano Ambu, Alessio Cammardella e Alex Massacci         |
| 14    | Dicembre  | I predatori delle pianure    | Stefano Vietti                             | Stefano Vietti                             | Fabio Babich                                              |

### 2024
| Nr     | Data      | Titolo                            | Soggetto                                   | Sceneggiatura                              | Disegni                                             |
| ------ | --------- | --------------------------------- | ------------------------------------------ | ------------------------------------------ | --------------------------------------------------- |
| 15     | Gennaio   | La prima cerca                    | Stefano Vietti                             | Stefano Vietti                             | Fabrizio Galliccia                                  |
| 16     | Febbraio  | L'eterna guerra di luce e tenebra | Luca Barbieri                              | Luca Barbieri                              | Francesco Gaston                                    |
| 17     | Marzo     | Il sapore della vendetta          | Luca Enoch, Stefano Vietti                 | Luca Enoch, Stefano Vietti                 | Lorenzo Nuti, Vincenzo Riccardi                     |
| 18     | Aprile    | Le carte del destino              | Luca Enoch                                 | Luca Enoch                                 | Antonella Platano                                   |
| 19     | Maggio    | L'anello di fuoco                 | Luca Enoch                                 | Luca Enoch                                 | Fabrizio De Fabritiis                               |
| 20     | Giugno    | Il crocevia del crepuscolo        | Luca Barbieri, Luca Enoch e Stefano Vietti | Luca Barbieri, Luca Enoch e Stefano Vietti | Lucia Gabbi, Ludovica Ceregatti, Andrea Modugno     |
| 21     | Luglio    | Il branco                         | Luca Enoch                                 | Luca Enoch                                 | Fabiano Ambu                                        |
| 21 Bis | Luglio    | Un mondo senza sole               | Luca Enoch                                 | Luca Enoch                                 | Alessio Cammardella, Denis Medri, Alessio Moroni    |
| 22     | Agosto    | Oltre la voragine di Aergyll      | Luca Enoch                                 | Luca Enoch                                 | Diego Bonesso                                       |
| 23     | Settembre | Il divoratore                     | Stefano Vietti                             | Stefano Vietti                             | Salvatore Porcaro                                   |
| 24     | Ottobre   | Notte di sangue e di acciaio      | Luca Barbieri                              | Luca Barbieri                              | Luca Bonessi                                        |
| 25     | Novembre  | Terre sconosciute                 | Luca Enoch, Stefano Vietti, Luca Barbieri  | Luca Enoch, Stefano Vietti, Luca Barbieri  | Vincenzo Riccardi, Emanuele Ercolani, Matteo Gennai |
| 26     | Dicembre  | La pietra del drago               | Stefano Vietti                             | Stefano Vietti                             | Fabio Babich                                        |

### 2025
| Nr.    | Data      | Titolo                     | Soggetto                                   | Sceneggiatura                              | Disegni                                     |
| ------ | --------- | -------------------------- | ------------------------------------------ | ------------------------------------------ | ------------------------------------------- |
| 27     | gennaio   | Il veleno dell'alfiere     | Luca Enoch                                 | Luca Enoch                                 | Cristiano Cucina                            |
| 28     | febbraio  | I bastoni di sale          | Luca Enoch                                 | Luca Enoch                                 | Alex Massacci                               |
| 29     | marzo     | La roccaforte dei cenobiti | Stefano Vietti                             | Stefano Vietti                             | Fabrizio Galliccia                          |
| 30     | aprile    | Le Trahecarde              | Stefano Vietti, Luca Barbieri e Luca Enoch | Stefano Vietti, Luca Barbieri e Luca Enoch | Luca Lamberti, Simone Garizio e Lucia Gabbi |
| 31     | maggio    | Nati dalle tenebre         | Luca Enoch                                 | Luca Enoch                                 | Fabrizio De Fabritiis                       |
| 32     | giugno    | Il male nell'ombra         | Stefano Vietti                             | Stefano Vietti                             | Gianluca Pagliarani e Francesco Rizzato     |
| 33     | luglio    | Missione disperata         | Stefano Vietti                             | Stefano Vietti                             | Lorenzo Nuti                                |
| 33 Bis | luglio    | La ragazza e il dragone    | Luca Enoch                                 | Luca Enoch                                 | Denis Medri, Gero Grassi e Alessio Moroni   |
| 34     | agosto    | Lo scettro spezzato        | Stefano Vietti                             | Stefano Vietti                             | Matteo Gennai                               |
| 35     | settembre | Il trono nero              | Stefano Vietti                             | Stefano Vietti                             | Fabio Babich                                |
| 36     |           |                            |                                            |                                            |                                             |

## Racconti
Serie di brevi racconti pubblicati all'interno della serie regolare, dedicati principalmente a personaggi secondari.
| N° | Titolo                        | Data           | Sceneggiatura  | Disegni              | N° Dragonero |
| -- | ----------------------------- | -------------- | -------------- | -------------------- | ------------ |
| 1  | Il racconto della monaca      | Aprile 2014    | Luca Enoch     | Luca Malisan         | 11           |
| 2  | Il racconto del cacciatore    | Luglio 2014    | Luca Enoch     | Walter Trono         | 14           |
| 3  | Il racconto della lupa        | Settembre 2014 | Luca Enoch     | Gianluigi Gregorini  | 16           |
| 4  | Il racconto della cacciatrice | Aprile 2015    | Luca Enoch     | Salvatore Porcaro    | 23           |
| 5  | Il racconto di Sera           | Ottobre 2015   | Stefano Vietti | Antonella Platano    | 29           |
| 6  | Il racconto dei cadetti       | Giugno 2017    | Luca Enoch     | Manolo Morrone       | 49           |
| 7  | Il racconto di Ecuba          | Ottobre 2017   | Luca Enoch     | Walter Trono         | 53           |
| 8  | Il racconto del Carogna       | Novembre 2018  | Stefano Vietti | Emanuele Gizzi       | 66           |
| 9  | Il racconto di Aura           | Aprile 2019    | Stefano Vietti | Alessandro Bignamini | 71           |

### Il racconto della monaca
Di rientro a Fhaucasaepta dalla missione oltre il "Grande Vallo" conclusasi tragicamente, Sheda viene accolta con freddezza dalle sue consorelle a causa proprio del suo fallimento in missione: la morte di Arentèl, il mago che l'aveva scelta come madre guardiana e che avrebbe dovuto proteggere a costo della vita, ricade su di lei come un'ombra. Scortata dalla monaca Klaerta verso i suoi alloggi in attesa di incontrare la Madre Superiora del suo ordine, Sheda ha una visione terribile: rinchiuso all'interno di una gabbia appesa c'è un cadavere che riconosce come quello di Elliah, divenuto suo amante dopo averlo incontrato nel "Boschetto dello sposo". Klaerta la lascia poi nella sua stanza con i suoi drammi interiori in attesa di essere giudicata.
Più tardi infatti la Madre Superiora la mette di fronte all'evidenza della sua condizione: in base al loro codice il legame con il mago che compie la scelta è indissolubile e quindi le toccherebbe seguirlo nella morte. Ma un altro destino è deciso per lei che le viene rivelata alla presenza del consiglio delle Anziane, non destino non meno terribile: essere privata del nome datole, resa zoppa e inabile alle pratiche marziali con funzioni di servitù all'interno del convento; Sheda sarebbe diventata una Infima.
Disperata per questa decisione che le prospetterebbe una vita nel disonore, la Madre Superiora le rivela che così è stato deciso per le informazioni in suo possesso riguardo al tradimento di Ecuba che interessano il Consiglio dei Lùresindi. Il rammarico della donna è l'essersi posta più come una madre per la giovane monaca piuttosto che una maestra in grado di reprimere la sua natura passionale che già in passato le aveva causato ritorsioni simili a quelle attuali.
Di notte, mentre tutte le monache sono riunite per commemorare la morte di Arentèl, Sheda trova la porta della sua stanza aperta. Pensando che inizialmente si tratti di un bieco trucco per ucciderla mentre è in fuga, Sheda riesce però a fuggire tramite il sistema fognario per poi fuoriuscire sotto il pontile della darsena esterna riuscendo a fuggire sulla riva opposta del lago artificiale.
La reazione non tarda a mostrarsi: Klaerta e una "monaca grigia", adibita proprio per questo genere di situazioni si mettono sulle sue tracce e la raggiungono sulla strada che attraversa i monti Nomeidei. Sheda, immersa in cupi pensieri legati al non sapere niente delle proprie origini, viene colta di sorpresa da Klaerta. La fuggiasca è stupita di vederla indossare il mantello grigio e la monaca le rivela che lo ha fatto per vendicare la morte di Elliah. Sheda si difende dicendo che lui è morto per amor suo, mentre Klaerta sostiene che è morto per l'egoismo della ragazza, nel suo non voler rispettare i turni previsti dal "Boschetto dello sposo".
Le due si affrontano in un duello senza esclusione di colpi da cui Sheda esce vincitrice ma la monaca grigia si rivela e la disarma con facilità. Invece di giustiziarla le dà un monile che Sheda aveva con sé quando, neonata, era stata affidata al monastero. La monaca le rivela che ad agevolare la sua fuga è stata la Madre Superiora e che nel caso fosse sopravvissuta allo scontro con Klaerta, le avrebbe dovuto dare quell'oggetto, un simbolo di una nobile casata dell'Enclave dei Grandi Laghi.
Avendo compiuto i suoi ordini e avendo preso come "prova" dell'esecuzione riuscita, la treccia di capelli che Sheda aveva perso durante il duello, la monaca grigia se ne va. Sheda ha così una flebile traccia del suo passato e una direzione dove andare per trovare la sua vera casa.

### Il racconto del cacciatore
In seguito alla caccia avvenuta nel Margondàr Occidentale Reykart, un Bestiario, si reca presso il "Massiccio della Grande Cresta" nel Suprelùrendàr Centrale per raggiungere un rifugio dal quale ogni anno parte una battuta di caccia molto particolare. Kuzaymah, un anziano ma ancora vigoroso Bestiario, la organizza per catturare e uccidere "Il Vecchio Coriaceo", una terribile bestia con cui ha antichi conti in sospeso. A questa caccia partecipano solo i membri di una stretta cerchia di Bestiarii di cui Reykart è il secondo per anzianità.
Non appena riesce a raggiungere il rifugio mette subito al corrente i compagni dei fatti accaduti nella sua ultima caccia e mostra loro l'arma che ha ricavato dall'artiglio del Drago sfuggitogli che si rivela davvero affilata e letale. Passata la notte, in cui Reykart rammenta in sogno il giorno in cui da giovane a causa del sangue corrosivo di una bestia dei boschi perse la vista dall'occhio sinistro e ottenne la vasta cicatrice che gli deturpa la parte sinistra del viso, la caccia ha inizio. Preparata una trappola per far uscire la bestia dalla sua tana, essa fallisce quando il Coriaceo sfonda un cunicolo sotterraneo prendendo alla sprovvista i cacciatori. Lo scontro ha così inizio. Reykart affronta la bestia, dopo che questa ha travolto un bestiario e staccato la gamba di legno di Kuzaymah con un morso, riuscendo a tranciarle una zanna e a squarciarle un fianco.
Rallentatala, Reykart scioglie la catena a cui l'artiglio è legato e con essa cinge il collo del Coriaceo per poi sgozzarlo con un forte scatto. La sera il gruppo si riunisce soddisfatto, banchettando con la carne del Coriaceo che è "dura, piena di nervi e disgustosa"; Reykart fa dona a Kuzaymah, suo maestro, del teschio della bestia e decide che l'anno venturo andrà a caccia di una nuova preda, un sauro delle caverne che vive nel massiccio del Karss, nel Margondàr Orientale, che si dice mangi persino i Troll.

### Il racconto della lupa
Dopo i terribili fatti accaduti a Vàhlendàrt il Generale Gurwhal viene allontanato dal palazzo imperiale come "persona non gradita" e spedito in un accampamento fortificato presso le fredde terre di confine con l'Enclave della Montagna, abitata dai "Figli di Olhim", nemici giurati dell'Impero. Con lui è dovuta andare anche la bella moglie Zhabèle, che non è assolutamente felice del trasferimento. Dopo anni di fatiche era riuscita a raggiungere lo sfarzo del palazzo imperiale, a stare in mezzo all'alta aristocrazia dell'Erondàr, dopo essere riuscita ad abbandonare la vita dei bordelli della città di Vetwadàrt.
Zhabèle non ha però neppure il tempo di adattarsi alla sua nuova condizione che il forte subisce un attacco improvviso degli uomini della Montagna che con incredibile brutalità massacrano le truppe del presidio, uccidono Gurwhal, razziano quello che trovano e portano via Zhabèle come preda di guerra. Dopo una cavalcata sulle nevi tramite degli enormi arieti, i razziatori raggiungono un rifugio presso una pozza sulfurea denominata "Lacrima del Gigante" dove festeggiano la razzia compiuta contro i nemici imperiali.
Zhabèle a quel punto decide di reagire, facendo leva sulla sua bellezza e sull'esperienza come donna di piacere oltre che come strega. Infatti approfittando della sua danza seduttrice riesce a iniettare ad ogni guerriero presente un potente sonnifero tramite un particolare anello acuminato. Riuscita nel suo intento, Zhabèle cerca di vendicare la morte del marito, prima di fuggire da quel luogo, ma viene sorpresa e disarmata da un guerriero sopraggiunto in quel momento. Costui è Godmundùr, figlio di Gunnar, figlio di Guundòr e capo-clan. Avendo visto cosa è in grado di fare Zhabèle decide di reclamarla come sua concubina. La donna, visto la nuova piega presa dagli eventi, sfida scherzosamente il capo-clan, dicendogli che prima della prossima luna diverrà la sua favorita.

### Il racconto della cacciatrice
Tempo prima i tragici eventi accaduti presso la "Foresta Vecchia", la cacciatrice Na'weh si aggira nelle foreste dell'Haresamudri nei regni meridionali per meritarsi di entrare a far parte dell'ordine delle cacciatrici del suo regno, "coloro che indossano la pelle della tigre".
La sua caccia è ricca di avvenimenti particolari e drammatici: dapprima finisce nel territorio di un Dhevata "un dio dormiente" e per placarlo cede le sue scorte di cibo e acqua e un tributo in sangue, poi viene catturata da un gruppo di sgherri di un nobile di città che decidono di portarla da loro padrone. Rischiando di essere violata dall'uomo, Na'weh riesce a fuggire gettandosi nel fiume.
Scampato il pericolo riesce a riorganizzarsi grazie ad un gruppo di cacciatrici "che indossano la pelle di tigre" che le donano un coltello. Liberatasi dei suoi inseguitori per intervento una grossa tigre, Na'weh riprende la caccia speranzosa di poterla portare a termine. Costruisce quindi una serie di trappole per poterla catturare e aspetta la notte. Nelle tenebre, Na'weh attende ma si accorge di aver compiuto un errore fatale: il chiarore della luna fa luccicare il bracciale che aveva preso dal cadavere del nobile che la voleva violentare, ucciso dalla tigre mentre la inseguivano. Quel bagliore ha attirato la fiera che la assale azzannandole una spalla.
Nel venire trascinata via Na'weh nota che la tigre si è accorta della trappola, così la fa scattare lei stessa colpendo la terribile fiera. Na'weh riesce ad ucciderla e a berne il sangue, compiendo la sua caccia. Il gruppo di cacciatrici che aveva incontrato l'hanno vista e portano a termine la cerimonia di iniziazione impiantandole le "zanne", degli aguzzi canini in metallo, e le domandano dove ha intenzione di andare per il suo viaggio rituale. La cacciatrice risponde loro che ha intenzione di andare al nord, nelle terre degli uomini dalla pelle chiara.

### Il racconto di Sera
Lasciata da Ian presso la sede dei Naturalisti Imperiali, Sera trascorre il suo soggiorno con la madre di Ian, Elara, entrandoci in confidenza. Una sera a cena le due donne si ritrovano a parlare dei due compagni dell'elfa, di come Sera si sia molto affezionata ad entrambi e dell'essersi stupita di trovarsi più in confidenza con Gmor piuttosto che con Ian, a causa della serenità del primo rispetto al secondo. Elara la informa che è la differenza caratteriale che esiste tra i due a far sì che il cuore di Ian sia più pesante; l'elfa eppure è cosciente che lo Scuot darebbe la sua vita per lei e Gmor e tanto le basta.
Dopo la cena le due passeggiano per i giardini del luogo, vedendo boschi di piante esotiche e animali di ogni genere. Sera non condivide l'esistenza dello zoo imperiale ma lo tollera data la sua appartenenza al clan elfico più moderato: se le Regine degli Elfi Neri vedessero quel luogo lo raderebbero al suolo. Elara condividendo il pensiero dell'elfa, afferma di sperare che esse restino dove si trovino attualmente.
Continuando la loro visita Elara e Sera scoprono che due enormi ragni delle regioni del Sud sono fuggiti e hanno invaso una parte della struttura catturando gli inservienti in cui si sono imbattuti. Nel tentativo di salvarli le due donne arrivano alle vasche dismesse dei sauri marini e trovano i bozzoli con all'interno i cadaveri degli stessi, parzialmente divorati e usati come deposito per le uova della femmina. Mentre si allontanano dal nido vengono scoperte dal maschio che le insegue. Non potendo distanziarlo Elara decide di affrontarlo: armatesi con alcune lance riescono infine ad ucciderlo ma il pericolo non è svanito poiché la covata è sul punto di schiudersi e devono impedirlo.
Recuperato un barile di olio combustibile lo versano nei canali per l'acqua delle vasche e gli danno fuoco, diffondendo le fiamme sterminando la prole dei ragni. Dandosi alla fuga, vengono raggiunte dalla femmina furiosa. Non potendo nulla contro di lei, Elara e Sera si dirigono verso l'esterno sperando nelle guardie; raggiunto il grande giardino Sera chiede aiuto alla natura circostante e prima che sia troppo tardi le piante intervengono per uccidere l'enorme aracnide.
Sopravvissute, Elara si stupisce che Sera abbia tanto potere, ma la giovane elfa le spiega che è solo lo spirito della natura che la ascolta e interviene quando ne ha bisogna seppure le dispiaccia perché essa soffre. Per tal motivo le spiega che dovrebbero esprimere il loro ringraziamento, restando per un po' in silenzio in quel giardino che non dovrebbe esistere.

### Il racconto dei cadetti
Poco prima della conclusione del suo anno di specializzazione presso l'accademia di Roccabruna, Ian si dirige insieme ad un gruppo di cadetti suoi amici, Oihane, Ney e Loran, presso le rovine di Gheravùltur, una piccola fortezza su di un pinnacolo, per festeggiare l'imminente cerimonia di giuramento. Dopo aver brindato in onore dei caduti del forte, i quattro cadetti vengono lasciati a piedi dalle proprie viverne, messe in allarme da un pericolo che si rivela essere un famelico Troll che nonostante i loro sforzi riesce ad avere la meglio.
Catturati, Loran viene divorato dalla creatura mentre Oihane e Ian riescono a liberarsi grazie all'aiuto di Ney, unico a non essere stato preso dal Troll, riuscendo infine ad esporre il Troll alla luce del Sole pietrificandolo. Usciti dalla tana del mostro, i tre cadetti onorano la memoria del loro compagno defunto seppellendo le piume dei loro elmi presso la fortezza, giurando di non fare più ritorno in quel luogo. In seguito Ian, Oihane e Ney verranno conosciuti presso Roccabruna come gli "Uccisori del Troll".

### Il racconto di Ecuba
Con il ricordo di quello che ha percepito come un abbandono da parte dei suoi compagni ancora nella mente, Ecuba si fa strada presso i vari clan degli Algenti facendosi riconoscere come una valorosa combattente, inserendo nuove e micidiali innovazioni nel modo di fare la guerra degli Algenti: introduce la cavalleria dimostrando la possibilità di domare i Roykkegh, pericolosi sauri che vivono oltre il Vallo, e concepisce per loro nuove armi e miglioramenti tecnici.
Tutto ciò con l'unico obiettivo di abbattere il Vallo e portare la guerra nelle terre dell'Impero.

### Il racconto del Carogna
Il Carogna ritrova la libertà dopo un periodo passato presso il carcere imperiale di Deimo per alcuni crimini commessi successivamente lo scioglimento della compagnia di Greevo Senz'anima. Conoscendo il suo passato di mercenario, il soprintendente del carcere gli suggerisce di unirsi ad una nuova compagnia che sta aspettando il nuovo capitano nel borgo vicino. L'uomo decide allora di mettere in atto un piano machiavellico: con la complicità di due balordi incontrati in una locanda, il Carogna tende un agguato all'ufficiale di ventura che riesce a sbarazzarsi degli altri ma viene infine ucciso da lui.
Giunto all'accampamento della compagnia mercenaria, si fa passare per nuovo capitano riuscendo con la sua parlantina e la sua esperienza ad ottenerne la fiducia ribattezzandola "I fortunati del Carogna". Nella sua nuova posizione fa la conoscenza di Aura giunta come nuovo mago militare della compagnia, unica che scopre la verità sul suo conto ma che tiene nascosta in cambio del suo anonimato.

### Il racconto di Aura
Dopo la morte della sua madre adottiva, Aura fugge dal bordello in cui era cresciuta per non dover essere costretta a diventare una prostituta al soldo di Kane, il proprietario,. Nella sua fuga incappa in un comunità di nomadi che la accolgono tra loro. Aura rimane con loro per una settimana con l'intenzione di dirigersi a Sud verso il mare, ma gli sgherri di Kane riescono a rintracciarla e a costringerla a venire allo scoperto, prendendo degli ostaggi. Purtroppo la situazione precipita e alcuni nomadi muoiono scatenando i poteri della ragazza che uccide i suoi inseguitori.
Sconvolta Aura fugge nei boschi dove viene trovata in lacrime da un Signore del Sangue, che la invita a stare con lui per un po' di tempo, in modo da spiegarle diverse cose: chi lui sia, su di sé, sulla sua natura, sui suoi poteri, sul suo futuro e sul suo posto nel mondo. Passato del tempo e dopo una certa indecisione Aura riprende il suo viaggio nel mondo, uccidendo e acquisendo l'identità di un mago militare e portando con sé un dono del Signore del Sangue, un bastone con una testa di lupo intagliata in cima, per poi entrare a far parte della compagnia mercenaria dei "Fortunati del Carogna", stringendo un patto di mutuo vantaggio con il suo capitano.

## Spin-off

### Speciale Dragonero
Albo annuale e poi semestrale a colori di 128 pagine.

### Dragonero Magazine
Albo annuale che contiene, oltre a una storia completa a colori, diverse rubriche sul genere fantasy.

### Dragonero Adventures
Serie spin-off mensile dedicata alle avventure giovanili di Ian, Myrva e Gmor.

### Senzanima
Serie spin-off semestrale dedicata al periodo che Ian ha vissuto insieme ad una compagnia mercenaria, i Senzanima.

### Dragonero - Gli eroi
Serie spin-off antologica dedicata all'approfondimento dei personaggi della serie. Tutte le copertine sono realizzate da Michele Rubini per i colori di Paolo Francescutto.
| N° | Titolo             | Data          | Soggetto e sceneggiatura | Disegni            |
| -- | ------------------ | ------------- | ------------------------ | ------------------ |
| 1  | Ian                | Dicembre 2022 | Stefano Vietti           | Francesco Gaston   |
| 2  | Gmor               | Dicembre 2022 | Luca Enoch               | Riccardo Crosa     |
| 3  | Myrva              | Aprile 2023   | Luca Enoch               | Diego Bonesso      |
| 4  | Alben              | Gennaio 2024  | Stefano Vietti           | Simone Garizio     |
| 5  | Sera               | 2024          | Stefano Vietti           | Ivan Incalcaterra  |
| 6  | La banda dei folli | 2024          | Luca Enoch               | Ludovica Ceregatti |

### Dragonero/Conan
Miniserie cross-over tra il mondo di Dragonero e quello di Conan il barbaro composta da sei numeri più un numero zero, nata dalla collaborazione tra Sergio Bonelli Editore, Panini Comics, Heroic Signature e Titan Comics.
| N° | Titolo                | Data          | Soggetto e sceneggiatura    | Disegni      | Colori       | Copertina    |
| -- | --------------------- | ------------- | --------------------------- | ------------ | ------------ | ------------ |
| 0  | L'ombra del drago     | Ottobre 2022  | Luca Enoch e Stefano Vietti | Lorenzo Nuti | Lorenzo Nuti | Lorenzo Nuti |
| 1  | Le gemme di Aquilonia | Novembre 2023 | Luca Enoch e Stefano Vietti | Lorenzo Nuti | Lorenzo Nuti | Lorenzo Nuti |
| 2  | Ghiaccio e fiamme     | Dicembre 2023 | Luca Enoch e Stefano Vietti | Lorenzo Nuti | Lorenzo Nuti | Lorenzo Nuti |
| 3  | Il demone di Tarantia | Gennaio 2023  | Luca Enoch e Stefano Vietti | Lorenzo Nuti | Lorenzo Nuti | Lorenzo Nuti |

## Volumi
Lista dei volumi cartonati, a colori e di grandi dimensioni contenenti storie apparse all'interno della serie regolare, ad eccezione del primo che contiene il romanzo grafico pubblicato originariamente nel 2007. In alcuni di essi appaiono in appendice delle storie inedite (alcune delle quali poi ristampate all'interno di Dragonero Magazine).
| Titolo                  | Data           | Albi originali                   | Inedito                    | Soggetto                    | Sceneggiatura               | Disegni                                  | Colori                                                     | Copertina           |
| ----------------------- | -------------- | -------------------------------- | -------------------------- | --------------------------- | --------------------------- | ---------------------------------------- | ---------------------------------------------------------- | ------------------- |
| Le origini              | Novembre 2015  | Dragonero, romanzo a fumetti     | n/d                        | Luca Enoch - Stefano Vietti | Luca Enoch - Stefano Vietti | Giuseppe Matteoni                        | Paolo Francescutto (Studio Gotem)                          | Giuseppe Matteoni   |
| Nelle terre dei Ghoul   | Ottobre 2016   | N. 18 e n. 19                    | n/d                        | Stefano Vietti              | Stefano Vietti              | Gianluca Pagliarani - Manolo Morrone     | Paolo Francescutto                                         | Gianluca Pagliarani |
| Minaccia all'Impero     | Settembre 2017 | N. 15 e la prima parte del n. 16 | Tre tipi tosti             | Luca Enoch                  | Luca Enoch                  | Giancarlo Olivares                       | Paolo Francescutto                                         | Giancarlo Olivares  |
| La fine di Yastrad      | Settembre 2018 | N. 30 e n. 31                    | n/d                        | Luca Enoch - Stefano Vietti | Luca Enoch - Stefano Vietti | Gianluigi Gregorini - Giancarlo Olivares | Paolo Francescutto                                         | Gianluigi Gregorini |
| Nato dalle Fiamme       | Settembre 2019 | N. 13 e la prima parte del n. 14 | L'ultimo volo              | Luca Enoch                  | Luca Enoch                  | Alfio Buscaglia                          | Paolo Francescutto                                         | Alfio Buscaglia     |
| Cacciatori di Kraken    | Settembre 2020 | N. 28 e la prima parte del n. 29 | Il vecchio cacciatore      | Stefano Vietti              | Stefano Vietti              | Francesco Rizzato                        | Piky Hamilton e Paolo Francescutto                         | Francesco Rizzato   |
| Sangue chiama sangue    | Settembre 2021 | N. 22 e la prima parte del n. 23 | Il racconto del Virésilvhe | Luca Enoch                  | Luca Enoch                  | Walter Trono                             | Alessandra Baccaglini e Paolo Francescutto                 | Walter Trono        |
| Zanne e acciaio         | Settembre 2022 | N. 6 e n. 7                      | n/d                        | Stefano Vietti              | Stefano Vietti              | Francesco Rizzato                        | Alessandra Baccaglini, Simona Fabrizio, Paolo Francescutto | Francesco Rizzato   |
| La regina degli Algenti | Ottobre 2023   | N. 10 e n. 11                    | n/d                        | Luca Enoch                  | Luca Enoch                  | Gianluigi Gregorini                      | Martina Saviane                                            | Gianluigi Gregorini |
| Uccisore di Draghi      | 2025           | N. 54 e n. 55                    | n/d                        | Stefano Vietti              | Stefano Vietti              | Riccardo Crosa                           | -                                                          | -                   |

Lista dei volumi brossurati in bianco e nero dalla foliazione corposa contenenti storie apparse all'interno della serie regolare.
| Titolo                 | Data          | Albi originali                                                                          | Soggetto                                    | Sceneggiatura                               | Disegni | Copertina         |
| ---------------------- | ------------- | --------------------------------------------------------------------------------------- | ------------------------------------------- | ------------------------------------------- | --- | ----------------- |
| Il sangue di drago     | Gennaio 2021  | N. 1, n. 2, n. 3 e n. 4                                                                 | Luca Enoch, Stefano Vietti                  | Luca Enoch, Stefano Vietti                  | Giuseppe Matteoni, Luca Malisan | Giuseppe Matteoni |
| I racconti degli Scout | Febbraio 2022 | N. 5, n. 24, n. 40 e n. 41                                                              | Stefano Vietti                              | Stefano Vietti                              | Gianluca Pagliarani, Giuseppe De Luca, Marcello Mangiantini, Gianluca Gugliotta, Fabio Babich, Fabrizio Galliccia, Manolo Morrone, Salvatore Porcaro, Walter Trono. | Giuseppe Matteoni |
| Le donne dell'Erondár  | Marzo 2023    | N. 20, n. 67 e i racconti contenuti negli albi n.11, n. 16, n. 23, n. 29, n. 53 e n. 71 | Luca Enoch, Stefano Vietti                  | Luca Enoch, Stefano Vietti                  | Walter Trono, Salvatore Porcaro, Luca Malisan, Gianluigi Gregorini, Antonella Platano e Giuseppe De Luca                                                            | Giuseppe Matteoni |
| La via dei boschi      | Gennaio 2024  | N. 8, n. 9, n. 42 e n. 43                                                               | Luca Enoch, Stefano Vietti, Giovanni Eccher | Luca Enoch, Stefano Vietti, Giovanni Eccher | Antonella Platano, Andrea Bormida, Giacomo Pueroni, Alfio Buscaglia                                                                                                 | Giuseppe Matteoni |
| Schiavitù e vendetta   | Gennaio 2025  | -                                                                                       | Luca Enoch, Stefano Vietti                  | Luca Enoch, Stefano Vietti                  | Francesco Rizzato, Ivan Calcaterra, Antonio Sarchione, Manolo Morrone, Gianluca Pagliarani, Alessandro Bignamini, Fabrizio Galliccia                                | Giuseppe Matteoni |

Lista dei volumi cartonati, a colori e di grandi dimensioni contenenti storie apparse al di fuori della serie regolare.
| Titolo                       | Data        | Albi originali          | Soggetto       | Sceneggiatura  | Disegni                                                                              | Colori                                                                                | Copertina               |
| ---------------------------- | ----------- | ----------------------- | -------------- | -------------- | ------------------------------------------------------------------------------------ | ------------------------------------------------------------------------------------- | ----------------------- |
| Oltre i confini dell'Erondàr | Marzo 2018  | Dragonero Magazine n. 1 | Stefano Vietti | Stefano Vietti | Gianluca Gugliotta, Manolo Morrone, Fabio Babich, Fabrizio Galliccia, Emanuele Gizzi | Ketty Formaggio, Paolo Francescutto, Francesca Vivaldi, Piky Hamilton, Simone Garizio | Gianluca Pagliarani     |
| Avventura a Darkwood         | Marzo 2019  | Dragonero Speciale n. 2 | Stefano Vietti | Stefano Vietti | Walter Venturi                                                                       | Luca Dell'Annunziata (GFB Comics)                                                     | Michele Rubini          |
| La principessa delle sabbie  | Marzo 2020  | Dragonero Speciale n. 4 | Luca Enoch     | Luca Enoch     | Alessandro Bignamini                                                                 | Piky Hamilton                                                                         | Jacopo Camagni          |
| La muraglia dei Troll        | Marzo 2021  | Dragonero Speciale n. 5 | Stefano Vietti | Stefano Vietti | Gianluca Gugliotta                                                                   | Piky Hamilton                                                                         | Gianluca e Raul Cestaro |
| Il globo delle anime         | Aprile 2022 | Dragonero Speciale n. 3 | Stefano Vietti | Stefano Vietti | Gianluca Pagliarani                                                                  | Piky Hamilton                                                                         | Emiliano Mammuccari     |
| Il viaggio degli eroi        | Aprile 2024 | Dragonero Speciale n. 8 | Luca Enoch     | Luca Enoch     | Gianluigi Gregorini                                                                  | Piky Hamilton                                                                         | Michele Rubini          |

## Citazioni
Albi di altre serie Bonelli con citazioni o camei di Dragonero al loro interno.
| Serie                           | Collana                         | Anno | Titolo            | Soggetto e sceneggiatura                                                                         | Disegni                          | Copertina             | Editore                |
| ------------------------------- | ------------------------------- | ---- | ----------------- | ------------------------------------------------------------------------------------------------ | -------------------------------- | --------------------- | ---------------------- |
| Zagor                           | Zagor 615 / Zenith Gigante 666. | 2016 | Zenith 666        | Luigi Mignacco                                                                                   | Luigi Piccatto - Renato Riccio   | Alessandro Piccinelli | Sergio Bonelli Editore |
| Dylan Dog & Martin Mystère n. 3 | Maxi Martin Mystère 10          | 2018 | L'abisso del male | Carlo Recagno (con la collaborazione di Alfredo Castelli e la supervisione di Roberto Recchioni) | Giovanni Freghieri e autori vari | Angelo Stano          | Sergio Bonelli Editore |

- Zenith 666: storia apparsa sulla serie regolare dello Spirito con la Scure in occasione del 30º anniversario della testata Dylan Dog ed in concomitanza del n. 666 della collana Zenith Gigante, numero esoterico che si rifà alle atmosfere horror ed alla targa del maggiolino dell'Indagatore dell'Incubo. Albo a colori realizzato in omaggio a Tiziano Sclavi, creatore di Dylan Dog e scrittore di molte storie di Zagor. Durante l'episodio Zagor ricorda il suo incontro con Dragonero avvenuto nel secondo speciale di quest'ultimo dal titolo "Avventura a Darkwood".
- L'abisso del male: nel terzo team-up dedicato a Dylan Dog e Martin Mystère ci sono una carrellata di personaggi Bonelli che appaiono in questa storia e tra di loro compaiono pure Dragonero e Gmor.

## Fuori serie
Gli albi Fuori Serie di Dragonero sono quelle pubblicazioni sul personaggio che sono state realizzate e distribuite da altri editori oltre alla Sergio Bonelli Editore. Si tratta di iniziative promozionali della serie o di associazioni culturali.
| Anno | Titolo                 | Soggetto e sceneggiatura    | Disegni           | Colori            | Editore                 |
| ---- | ---------------------- | --------------------------- | ----------------- | ----------------- | ----------------------- |
| 2013 | Numero Zero            | Luca Enoch - Stefano Vietti | Giuseppe Matteoni | Giuseppe Matteoni | Multiplayer.it Edizioni |
| 2016 | Mai fidarsi di un mago | Stefano Vietti              | Alex Massacci     | Giuseppe De Luca  | Cronaca di Topolinia    |

- Numero Zero: albo promozionale spillato di 20 pagine, distribuito gratuitamente dalla Multiplayer.it Edizioni, con la collaborazione e supervisione della Sergio Bonelli Editore, prima del lancio della serie regolare di Dragonero. Sono state date in omaggio circa 40 000 copie nei punti vendita Gamestop in tutta Italia, all'interno delle spedizioni di Multiplayer.com e nei vari Saloni del Libro o fiere fumettistiche. Contiene una storia/riassunto in bianco e nero del primo albo della serie regolare, Il sangue del Drago, per presentare i personaggi principali della testata ma editata diversamente in alcuni passaggi per essere fruibile singolarmente come anteprima.
- Mai fidarsi di un mago: albo spillato di 18 pagine, distribuito a pagamento dall'associazione culturale Cronaca di Topolinia con il "Pack Abbonamento Dragonero anno 2016/2017" insieme ad altre iniziative legate al mondo del fumetto prodotte dall'associazione. L'albo contiene una storia inedita in bianco e nero di 10 pagine, finora mai ristampata, cosa che lo rende il pezzo più raro, e costoso, dell'intera produzione di Dragonero per i collezionisti. Oltre alla breve storia all'interno si trovano articoli, immagini varie ed una pagina conclusiva a colori con un finale alternativo/parodia della storia.

## Varie
Iniziative varie legate al mondo di Dragonero.
| Titolo              | Data          | Formato                                | Soggetto                    | Sceneggiatura               | Disegni | Colori                                | Copertina                             |
| ------------------- | ------------- | -------------------------------------- | --------------------------- | --------------------------- | --- | ------------------------------------- | ------------------------------------- |
| Mappa dell'Erondar  | Giugno 2013   | Dépliant 15x21 cm a colori             | Luca Enoch - Stefano Vietti | Luca Enoch - Stefano Vietti | Luca Enoch | n/a                                   | n/a                                   |
| Atlante             | Luglio 2018   | Brossurato 24x33 cm a colori           | Luca Enoch - Stefano Vietti | Luca Enoch - Stefano Vietti | Luca Enoch, Alfio Buscaglia                                                                                     | Paolo Francescutto                    | Matteo Brembilla                      |
| Taccuino            | Novembre 2018 | Cartonato 14x21 cm in B/N              | Luca Enoch - Stefano Vietti | Luca Enoch - Stefano Vietti | Gianluca Pagliarini                                                                                             | n/a                                   | Matteo Brembilla                      |
| Portfolio Dragonero | 2018          | Portfolio con 7 illustrazioni 28x40 cm | n/a                         | n/a                         | Alfio Buscaglia, Giuseppe Matteoni, Manolo Morrone, Giancarlo Olivares, Gianluca Pagliarani e Antonella Platano | n/a                                   | n/a                                   |
| Ribelli Box         | Ottobre 2019  | Box in legno 18x24 cm                  | Stefano Vietti              | Stefano Vietti              | Gianluca Pagliarani, Fabio Babich e Giancarlo Olivares                                                          | Gianluca Pagliarani                   | Gianluca Pagliarani                   |
| Era oscura Box      | Ottobre 2022  | Box in latta 18x25x9 cm                | Luca Enoch - Stefano Vietti | Luca Enoch - Stefano Vietti | Salvatore Porcaro e Gianluca Pagliarani                                                                         | Gianluca Pagliarani, Marco Checchetto | Gianluca Pagliarani, Marco Checchetto |

- Mappa dell'Erondar: dépliant promozionale che si apre per mostrare la mappa dei territori in cui si svolgono le avventure di Dragonero.
- Atlante: contiene le mappe del mondo di Dragonero e la spiegazione dei vari territori.
- Taccuino: oltre ad essere un taccuino per appunti presenta all'interno immagini sui personaggi della serie corredate da brevi biografie.
- Portfolio Dragonero: un portfolio con sette illustrazioni di diversi disegnatori della serie.
- Ribelli Box: uscito in occasione dell'inizio del nuovo corso della serie regolare e comprende Dragonero - Il Ribelle n.1, una in versione regular e due con copertine variant, degli avvisi di taglia e due giochi erondariani.
- Era oscura Box: uscito in occasione dell'inizio dell'omonimo nuovo corso della serie regolare e comprende Dragonero - Mondo oscuro n.1, una in versione regular e due con copertina variant, una stampa riproducente la mappa dell'Erondár dell'era oscura, una toppa termoadesiva con il simbolo dell'Impero dopo la vittoria dei ribelli e un nuovo taccuino.